# La Voix (chanson)
Pour les articles homonymes, voir La Voix.
Chansons représentant Suède au Concours Eurovision de la chanson
Hero
(2008) This Is My Life
(2010)
La Voix est la chanson représentant la Suède au Concours Eurovision de la chanson 2009. Elle est interprétée par Malena Ernman.

## Eurovision

### Sélection
La Voix est présentée au Melodifestivalen 2009 en tant que joker, c'est-à-dire une chanson différente des autres, à cause des paroles en anglais et en français. C'est la première fois de l'histoire du concours Melodifestivalen qu'une chanson est chantée en français. Elle participe à la quatrième demi-finale le 28 février 2009 et l'emporte. La finale du concours Melodifestivalen 2009 a lieu le 14 mars. La Voix ne reçoit alors que 38 points des groupes de jury et est avant le télévote à la 8e place parmi les onze participants. Cependant, la chanson est la préférée des téléspectateurs et a un maximum de 144 points et l'emporte.

### À Moscou
La chanson est d'abord présentée lors de la première demi-finale le mardi 12 mai 2009. Elle est la cinquième de la soirée, suivant Eyes That Never Lie interprétée par Petr Elfimov pour la Biélorussie et précédant Jan Jan interprétée par Inga & Anush pour l'Arménie.
À la fin des votes, elle obtient 105 points et finit quatrième sur dix-huit participants. Elle fait partie des dix premières chansons qualifiées pour la finale.
Lors de la finale, la chanson est la quatrième de la soirée, suivant Et s'il fallait le faire interprétée par Patricia Kaas pour la France et précédant Lijepa tena interprétée par Igor Cukrov et Andrea pour la Croatie.
Elle obtient 33 points et finit à la 21e sur vingt-cinq participants. C'est le pire résultat de la Suède depuis 1992.

## Résultats détaillées lors du Concours
| 12 points | 10 points                                                                 | 8 points                     | 7 points                                       | 6 points             |
| --------- | ------------------------------------------------------------------------- | ---------------------------- | ---------------------------------------------- | -------------------- |
|           | - Islande - Finlande                                                      | - Arménie - Portugal - Malte | - Biélorussie - Andorre - Israël - Royaume-Uni | - République tchèque |
| 5 points  | 4 points                                                                  | 3 points                     | 2 points                                       | 1 point              |
|           | - Belgique - Suisse - Turquie - Roumanie - Bosnie-Herzégovine - Allemagne | - Macédoine                  |                                                |                      |

| 12 points | 10 points                    | 8 points  | 7 points           | 6 points  |
| --------- | ---------------------------- | --------- | ------------------ | --------- |
|           |                              |           | - Finlande         | - Estonie |
| 5 points  | 4 points                     | 3 points  | 2 points           | 1 point   |
|           | - Malte - Danemark - Norvège | - Islande | - France - Andorre | - Albanie |

## Après l'Eurovision
En 2010, la chanson est reprise par le chanteur pop russe Philipp Kirkorov avec la chanteuse d'opéra Anna Netrebko en choriste. Ils enregistrent deux versions de la chanson, l'une avec les paroles originales en français et en anglais et l'autre en russe.

## Classements des ventes
| Classement                    | Place |
| ----------------------------- | ----- |
| Finländska nedladdningslistan | 19    |
| Sverigetopplistan             | 2     |
| VG-lista                      | 20    |
| UK Singles Chart              | 138   |